# يوهان فريدريش فون فايفر
يوهان فريدريش فون فايفر (بالألمانية: Johann Friedrich von Pfeiffer)‏ (و. 1718 – 1787 م) هو اقتصادي ألماني، ولد في برلين، توفي في ماينتس، عن عمر يناهز 69 عاماً.